# Athena (singolo)
Athena è un singolo del gruppo rock britannico The Who, pubblicato nel Regno Unito e in USA nel 1982, con brani diversi come lato B.

## Tracce
Versione UK
Lato A
1. Athena – 3:46 (Pete Townshend)

Lato B
1. A Man Is a Man – 3:52 (Pete Townshend)

Versione USA
Lato A
1. Athena – 3:46 (Pete Townshend)

Lato B
1. It's Your Turn – 3:36 (John Entwistle)

## Brani
Athena, il cui titolo provvisorio di lavorazione era Theresa, è la traccia d'apertura del decimo album in studio della band, It's Hard, pubblicato nel 1982. Scritta per l'attrice Theresa Russell, la canzone fu il primo singolo estratto dall'album.

## Accoglienza
Il singolo entrò nella Top 40 sia in Gran Bretagna che negli Stati Uniti.